# Batalha de Cesar
A Batalha de Cesar foi uma batalha que decorreu a 23 de março de 1035 entre os exércitos de Bermudo III, Rei de Leão e os exércitos mouros de Abú Al-Cásim, Emir da Taifa de Sevilha, perto da aldeia de Cesar, Aveiro. 
O resultado da batalha foi uma derrota dos exércitos mouros, que limitou a capacidade bélica da Taifa de Sevilha na região das Beiras, aumentado a sua perda de influência e poder na região, levando à Campanha das Beiras, à conquista definitiva de Coimbra, por parte de Fernando I de Leão em 1064.   

## Antecedentes
Depois das campanhas de Almançor no final do século X e início do século XI, toda a região a norte do Mondego tinha sido novamente subjugada e ocupada pelos mouros. Em 985 foi saqueada a cidade de Braga, e dois anos depois, numa campanha de razias sucessivas contra os reinos cristãos, Almançor capturou Coimbra, Seia, Viseu e Lamego. 
Posteriormente, raides viquingues e normandos na região do Minho e da Galiza no início do século XI, enfraqueceram em grande modo o poder bélico do Condado Portucalense e causaram grande instabilidade política dentro deste. 
Em 1009, após a grande fragmentação do Califado de Córdova, torna-se independente a Taifa de Badajoz, primeiro governada por um ex-escravo de nome Sabur, e usurpada pelo seu vizir Abdallah ibn al-Aftas , que fundou a dinastia Aftácida . No ano de 1023, dá-se também a independência da Taifa de Sevilha por Abú Al-Cásim.
Os filhos de Sabur fugiram para Lisboa, onde criaram a curta taifa de Lisboa, que logo foi reconquistada por Badajoz em 1034.
Enquanto isso, Gonçalo Trastamires da Maia aproveita a guerra interna entre taifas muçulmanas e retoma a cidade de Montemor-o-Velho, perdida em 1026 para Abu al-Kasim Mohamede, e outras posições estratégicas na região.
Em 1034, a região do entre Douro e Mondego continua a despertar a atenção dos muçulmanos da taifa de Sevilha, onde, em finais desse ano, Abú Al-Cásim organiza um exército de modo a saquear as regiões locais. 
A partir de Fevereiro de 1035, começa a sua marcha ao Norte de Portugal. Bermudo III, que se encontrava na Galiza por esta altura, prepara um exército para ir ao encontro do exército mouro. Esse embate iria dar-se a 23 de março.

## Batalha

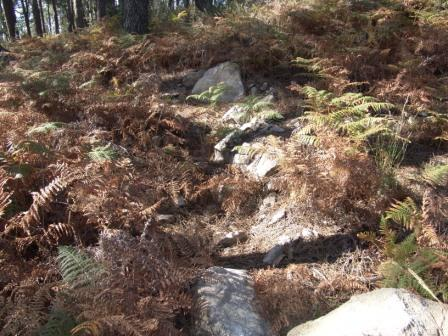
Vestígio do Castro Calbo, na Serra do Pinheiro, perto de Cesar. Terá sido nesta zona que se terá dado a Batalha de Cesar

Perto do antigo Castro Calbo, vila de Cesar, deu-se o embate das forças muçulmanas e das forças cristãs comandadas por Bermudo III, a 23 de Março de 1035. Os exércitos de Bermudo III encontrava-se na posição mais elevada tendo a vantagem do terreno. Presume-se que os exércitos de Al-Cásim tenham ido ao encontro das hostes leonesas e portucalenses, o que infligiu grandes baixas no exército muçulmano que terá retirado depois da carga cristã. 
O desfecho da batalha foi uma vitória decisiva das forças de Bermudo III, que permitiu a este aniquilar a força expedicionária de Abedalá e travar a incursão muçulmana acima do Mondego. Segundo a Crónica dos Godos, o próprio rei da taifa de Sevilha, Abú Al-Cásim foi feito prisioneiro nesta batalha

## Consequências

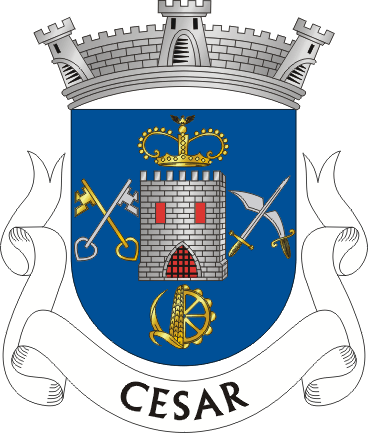
Brasão atual da junta de freguesia de Cesar, Oliveira de Azeméis. É de notar no brasão uma espada cruzada em aspa e um sabre mourisco, remetendo para a batalha que ali se travou

Com a retirada dos exércitos muçulmanos da região acima do Mondego, Bermudo III planeia com a nobreza portucalense uma ofensiva para retomar os territórios perdidos até ao Mondego. No entanto, com a morte de Sancho III de Pamplona a 18 de outubro de 1035, Bermudo III decide dirigir-se rapidamente para Leão, onde foi imediatamente recebido como Rei de Leão, e começou uma campanha para recuperar Castela de Fernando. Com a ausência de Bermudo III, a ofensiva cristã perde o ímpeto e acaba por fracassar a sua contra-ofensiva. 
Apenas em 1039, com a Campanha das Beiras, é que existirá de facto uma ofensiva contra a Taifas muçulmanas, de modo a retomar e reconquistar cidades como Lamego, Viseu, Seia entre outras.